# Florence Bayard Hilles
Florence Bayard Hilles (Delmarva, 17 ottobre 1865 – Filadelfia, 10 giugno 1954) è stata un'attivista statunitense, una suffragetta, una delle fondatrici del National Woman's Party.

## Biografia
Florence Bayard Hilles nacque a Delmarva nel 1865, figlia di Thomas Francis Bayard, un membro della famiglia Bayard politicamente importante. Era una addetta alle munizioni durante la prima guerra mondiale e lavorò per un periodo in Francia dopo la fine della guerra. Dopo aver ascoltato Mabel Vernon parlare alla Fiera Statale del Delaware nel 1913, si unì al movimento per il suffragio. Nel 1914 Florence fu eletta come capo del capitolo dell'Unione del Congresso del Delaware per il suffragio femminile. Durante la sua presidenza emerse la divisione tra l'Unione del Congresso e la Delaware Equal Suffrage Association. Quell'anno organizzò la prima parata a favore del suffragio femminile nel Delaware. Tenutosi il 2 maggio a Wilmington, in concomitanza con altre parate in tutta la nazione, ebbe oltre 400 partecipanti.
In un tour per il suffragio del 1916, fu l'oratrice principale e a Seattle sparse volantini da un idrovolante. Nel 1917 fu eletta nel consiglio nazionale del partito nazionale della donna. La Hilles prestò servizio come Silent Sentinel, picchettando la Casa Bianca, guidando le donne in un "Grand Picket" il 4 marzo 1917. Era la presidente della filiale del Delaware del National Woman's Party.
Il picchetto alla Casa Bianca continuò fino a luglio. Sedici donne, tra cui lei, Annie Arniel e Dora Lewis, furono arrestate il 14 luglio 1917 e inviate all'Occoquan Virginia Workhouse.
Nel 1919 fu rilevante alle "dimostrazioni Watchfire". Sostenitrice dell'Equal Rights Amendment, fu vista come una delle più importanti sostenitrici dell'emendamento. Dal 1933 al 1936 fu presidente nazionale del National Woman's Party. Sposò William S. Hilles, un avvocato. La biblioteca della Sewall – Belmont House and Museum, la Florence Bayard Hilles Research Library, che è anche la più antica biblioteca femminista degli Stati Uniti, furono fondate da lei.
In Votes for Delaware Women, la studiosa Anne M. Boylan descrive la Hilles come "forse la più visibile delle" suffragette militanti del Delaware.
Florence Hilles morì a Filadelfia nel 1954.

## Vita privata
Sposò William S. Hilles, un avvocato. Suo fratello, Thomas F. Bayard Jr., era un senatore degli Stati Uniti e sostenitore del suffragio femminile.